# Guzmania plicatifolia
Guzmania plicatifolia är en gräsväxtart som beskrevs av Lyman Bradford Smith. Guzmania plicatifolia ingår i släktet Guzmania och familjen Bromeliaceae. Inga underarter finns listade i Catalogue of Life.